# Haywood Highsmith
Haywood Lee Highsmith Jr. (Baltimore, 9 de dezembro de 1996) é um jogador norte-americano de basquete profissional que atualmente joga no Miami Heat da National Basketball Association (NBA).
Depois de não ser selecionado no draft da NBA de 2018, Highsmith começou sua carreira profissional no Delaware Blue Coats da G-League em 2018. No final da temporada de 2018-19, Highsmith fez sua estreia na NBA no Philadelphia 76ers. Nos anos seguintes, ele também teve passagem pelo Crailsheim Merlins da Liga Alemã.

## Início da vida e carreira universitária
Originalmente de Baltimore, Highsmith se formou na Archbishop Curley High School em 2014. Seu treinador no ensino médio, Brian Hubbard, disse ao The Baltimore Sun que Highsmith tinha pouco interesse das universidades da Divisão I da NCAA.
Após o ensino médio, Highsmith frequentou a Wheeling Jesuit University e jogou quatro temporadas pela equipe. Ele se tornou titular da equipe no final de sua temporada de calouro. Ele teve médias de 14,5 pontos e 9,4 rebotes em seu segundo ano e foi nomeado para a Primeira-Equipe da Mountain East Conference (MEC). Em sua terceira temporada, Highsmith teve médias de 15,3 pontos e 10,8 rebotes e foi nomeado para a Segunda-Equipe da MEC. Em sua última temporada, Highsmith teve médias de 22,0 pontos e 12,6 rebotes e ganhou os prêmio de Jogador do Ano do MEC e MVP do Torneio do MEC. Nacionalmente, ele foi nomeado o Jogador Nacional do Ano pela Associação dos Comissários da Divisão II.

## Carreira profissional

### Delaware Blue Coast (2018–2019)
Depois de não ser selecionado no draft da NBA de 2018, Highsmith assinou com o Delaware Blue Coats da G-League. Em 21 jogos, ele teve média de 13,7 pontos.

### Philadelphia 76ers (2019)
Highsmith assinou um contrato de mão dupla com o Philadelphia 76ers em 8 de janeiro de 2019. Sob os termos do acordo, ele dividiu o tempo entre os 76ers e os Blue Coats. No mesmo dia, Highsmith fez sua estreia na NBA e marcou três pontos em cinco minutos da vitória por 132-115 sobre o Washington Wizards.
Highsmith terminou sua primeira temporada profissional com médias de 1,8 pontos e 1,0 rebotes em cinco jogos na NBA e 12,2 pontos, 6,8 rebotes, 2,5 assistências e 1,2 roubos de bola em 46 jogos da G-League (42 como titular).
Em 24 de junho de 2019, os 76ers dispensaram Highsmith.

### Retorno ao Blue Coats (2019–2020)
Após um contrato de 10 dias com o Phoenix Suns fracassar, Highsmith retornou aos 76ers para assinar um contrato de 10 dias.
Highsmith voltou ao Delaware Blue Coats para a temporada de 2019-20. Em 31 de dezembro, Highsmith registrou 20 pontos, oito rebotes, uma assistência e um roubo de bola na derrota para o Maine Red Claws. Nessa temporada, ele teve médias de 10,8 pontos e 6,9 rebotes.

### Crailsheim Merlins (2020–2021)
Em 4 de setembro de 2020, Highsmith assinou com o Crailsheim Merlins da Liga Alemã. Em 23 jogos, ele teve médias de 7,9 pontos, 4,4 rebotes e 1,4 assistências.

### Terceira passagem pelo Blue Coats (2021)
Em 27 de julho de 2021, Highsmith assinou com Vanoli Cremona da Liga Italiana com uma opção de saída da NBA. Como uma oferta do Philadelphia 76ers chegou, ele decidiu se retirar do Cremona e retornar aos EUA. Em 30 de setembro, ele assinou e foi dispensado pelos 76ers.
Highsmith voltou aos Blue Coats em 2021 e teve médias de 14,0 pontos, 5,0 rebotes e 1,9 assistências.

### Miami Heat (2021–Presente)
Em 30 de dezembro de 2021, Highsmith assinou um contrato de 10 dias com o Miami Heat.
Em 9 de janeiro de 2022, Highsmith foi re-adquirido pelo Delaware Blue Coats.
Em 15 de fevereiro de 2022, Highsmith assinou um contrato de 10 dias com o Miami Heat. Dez dias depois, ele assinou um segundo contrato de 10 dias. Após o término desse contrato, ele assinou um contrato até o fim da temporada com o Heat.
Em 20 de dezembro de 2022, Highsmith marcou 18 pontos, sua melhor marca na carreira, além de dois rebotes, duas assistências e quatro roubos de bola, em uma derrota por 113–103 para o Chicago Bulls. O Heat se classificou para o Play-In e avançou para enfrentar o Milwaukee Bucks, líder da temporada regular, na primeira rodada, vencendo em cinco jogos em uma virada histórica. No jogo 5 das Finais da Conferência Leste, Highsmith marcou 15 pontos, sua melhor marca nos playoffs até então, além de dois rebotes e dois roubos de bola, em uma derrota por 110–97 para o Boston Celtics. O Heat eventualmente derrotou os Celtics em sete jogos para avançar para as Finais da NBA de 2023 contra o Denver Nuggets. No jogo 1 das Finais, Highsmith igualou sua melhor marca na carreira, com 18 pontos, além de dois rebotes e dois roubos de bola, em uma derrota por 104–93. O Heat acabou perdendo a série em cinco jogos.

## Estatísticas da carreira

### NBA

#### Temporada regular
| Ano      | Equipe       | PJ  | PT | MPJ  | AP   | 3P   | LL   | RT  | AS  | BR | TO | PPJ |
| -------- | ------------ | --- | -- | ---- | ---- | ---- | ---- | --- | --- | -- | -- | --- |
| 2018–19  | Philadelphia | 5   | 0  | 8.0  | .400 | .200 | .000 | 1.0 | .4  | .2 | .0 | 1.8 |
| 2021–22  | Miami        | 19  | 1  | 8.6  | .348 | .321 | .400 | 1.4 | .3  | .1 | .2 | 2.3 |
| 2022–23  | Miami        | 54  | 11 | 18.0 | .431 | .339 | .464 | 3.5 | .8  | .7 | .3 | 4.4 |
| 2023–24  | Miami        | 66  | 26 | 20.7 | .465 | .396 | .639 | 3.2 | 1.1 | .8 | .5 | 6.1 |
| Carreira | Carreira     | 144 | 38 | 13.8 | .411 | .314 | .375 | 2.2 | .6  | .4 | .2 | 3.6 |

#### Play-In
| Ano  | Equipe | PJ | PT | MPJ  | AP   | 3P   | LL   | RT  | AS  | BR  | TO | PPJ |
| ---- | ------ | -- | -- | ---- | ---- | ---- | ---- | --- | --- | --- | -- | --- |
| 2024 | Miami  | 2  | 0  | 29.7 | .444 | .125 | .500 | 4.5 | 1.5 | 3.0 | .5 | 9   |

#### Playoffs
| Ano      | Equipe   | PJ | PT | MPJ  | AP   | 3P   | LL    | RT  | AS  | BR | TO | PPJ |
| -------- | -------- | -- | -- | ---- | ---- | ---- | ----- | --- | --- | -- | -- | --- |
| 2022     | Miami    | 8  | 0  | 3.9  | .429 | .600 | —     | .6  | .4  | .0 | .0 | 1.1 |
| 2023     | Miami    | 18 | 0  | 8.9  | .615 | .500 | .800  | 1.3 | .3  | .6 | .1 | 3.3 |
| 2024     | Miami    | 5  | 0  | 25.1 | .357 | .188 | 1.000 | 2.8 | 1.6 | .2 | .2 | 4.8 |
| Carreira | Carreira | 31 | 0  | 12.6 | .467 | .429 | .900  | 1.5 | .7  | .2 | .1 | 3.0 |

### G-League
| Ano      | Equipe   | PJ  | PT | MPJ  | AP   | 3P   | LL   | RT  | AS  | BR  | TO  | PPJ  |
| -------- | -------- | --- | -- | ---- | ---- | ---- | ---- | --- | --- | --- | --- | ---- |
| 2018-19  | Delaware | 46  | 42 | 32.3 | .430 | .338 | .667 | 6.8 | 2.5 | 1.2 | .5  | 12.2 |
| 2019-20  | Delaware | 43  | 23 | 26.6 | .415 | .337 | .702 | 6.7 | 2.7 | 1.2 | .4  | 10.4 |
| 2021-22  | Delaware | 11  | 7  | 29.5 | .500 | .388 | .643 | 5.4 | 2.3 | 1.2 | 1.0 | 13.4 |
| Carreira | Carreira | 100 | 72 | 29.4 | .448 | .354 | .670 | 6.3 | 2.5 | 1.2 | .6  | 12.0 |